# سيرجيو بيرنال
سيرجيو بيرنال (بالإسبانية: Sergio Bernal) هو لاعب كرة قدم مكسيكي، ولد في 9 فبراير 1970 في مدينة مكسيكو في المكسيك. شارك مع منتخب المكسيك لكرة القدم. أما مع النوادي، فقد لعب مع نادي أونيفرسيداد ناسيونال ونادي بويبلا.

## وصلات خارجية
- سيرجيو بيرنال على موقع قاعدة بيانات كرة القدم.إي يو (الإنجليزية)
- سيرجيو بيرنال على موقع ناشيونال فوتبول تيمز (الإنجليزية)